# Мор, Эдуард Владимирович
Эдуа́рд Влади́мирович Мор (род. 4 октября 1977, Селидово, Донецкая область, Украинская ССР, СССР) — российский футболист, выступавший на позиции защитника.

## Биография
Футбольное образование получил в СДЮШОР г. Северодонецка и затем в луганском спортинтернате. Первый тренер — Сергей Гарковенко. Начинал карьеру в клубах Первой лиги Украины — сначала в северодонецком «Химике», затем в луганской «Заре». Дебютным во взрослом футболе для него стал сезон 1993/94, когда он провёл за «Химик» один матч в лиге, в последующие четыре сезона, проведённые в первой украинской лиге (по два сезона за каждый клуб), выходил на поле регулярно.
В 1998 году перешёл в московский «Спартак», где провёл три сезона, в первом из них играя за фарм-клуб «красно-белых» во второй лиге, а во втором и третьем чередуя игры за фарм-клуб и основной состав. Оба сезона, проведённые им в основном составе «Спартака», завершились победами команды в чемпионате. Дебютировал в составе чемпионов страны 3 апреля 1999 года в матче против «Алании». Провёл 23 игры в чемпионате страны 1999 года. Лауреат приза «Надежда» как лучший дебютант команды высшего дивизиона.
Весной 1999 года перед Мором встал вопрос, за сборную какой страны ему выступать — Украины или России. Сначала он согласился на уговоры Виктора Колотова, заявлявшего, что в Море заинтересован Валерий Лобановский. Однако позже его переубедил Вячеслав Грозный, сказавший, что у игрока «Спартака» больше шансов заиграть в сборной России у тренировавшего обе команды Олега Романцева, чем в сборной Украины, действующей в другом стиле. Мор должен был выступать в матчах отборочного турнира молодёжного чемпионата Европы 2000 года. К первому матчу со сборной Франции, проходившему в тот же день, что и игра основных сборных, паспорт ещё не был готов, и Мор дебютировал 9 июня в игре с Исландией (3:0).Участвовал в 5 матчах молодежного чемпионата Европы в отборочных играх.
Вызывался на тренировку первой сборной, но Грозный забыл его об этом предупредить. Из-за этого Мор был временно выведен из составе «Спартака» осенью 1999 года.
По ходу сезона 2000 перешёл из «Спартака» в раменский «Сатурн», где выступал несколько последующих лет и был одним из лидеров команды. В дальнейшем сменил немалое число клубов.
В 2007 году был игроком московского «Торпедо», выступавшего в Первом дивизионе. В сезоне 2008 года выступал в чемпионате Беларуси за «Витебск». В марте 2009 года перешёл во владивостокский клуб «Луч-Энергия». В сезоне 2010 года начал тренерскую деятельность в футбольном клубе «Школа мяча» (Москва), из группы «А» московской зоны ЛФЛ. В 2012 год закончил ВШТ, получил тренерскую лицензию категории «В».
В 2016 году основал Академию любительского футбола Э. Мора.
Эксперт на «Матч-ТВ».

## Достижения
- Чемпион России (2): 1999, 2000[8]
- Победитель Первого дивизиона России: 2006
- Финалист Кубка Премьер-лиги: 2003

## Личная жизнь
Вторая жена Светлана, сын Всеволод. Дочь Кристина (от первого брака, род. в мае 1998).